# Wuenheim
Wuenheim là một xã trong tỉnh Haut-Rhin, vùng Grand Est ở đông bắc Pháp. Xã này có diện tích 6,17 km², dân số năm 1999 là 850 người. Khu vực này có độ cao 310 mét trên mực nước biển.